# Ernst Jaeger
Ernst Jaeger, född 22 december 1869 i Landau in der Pfalz, död 12 december 1944 i Leipzig, var en tysk jurist.
Jaeger blev 1893 juris doktor i Erlangen och tjänstgjorde därefter dels där, dels i Würzburg och blev 1905 professor vid Leipzigs universitet. Som rättsvetenskaplig författare är han mest känd för sina arbeten på konkursrättens område, framför allt Kommentar zur Konkursordnung (femte upplagan 1914–1916).